# Aniceto Guterres Lopes
Pour les articles homonymes, voir Guterres.
Aniceto Guterres Lopes, né le 16 avril 1967 à Tapo dans le Timor portugais, est un homme politique et avocat spécialiste en droits de l'homme timorais.

## Biographie

### Enfance
Le jour de l'invasion indonésienne de la nouvelle république démocratique du Timor oriental le 7 décembre 1975, Guterres Lopes et sa famille quitte pour Builalu en Indonésie. afin de ne pas être persécuté par les Forces armées indonésiennes. Lors de leur retour l'année suivante, la famille découvre le village de Tapo totalement détruit et s'établit alors à Maliana.

### Éducation
En 1985, il étudie le droit à l'université Udayana (en) de Denpasar à Bali après avoir obtenu une bourse du gouvernement de la province de Timor Timur,.

### Politique
Pendant ses études en Indonésie, Lopes se joint au groupe de Résistance nationale étudiante du Timor oriental (en) (portugais: Resistência Nacional dos Estudantes de Timor-Leste (RENETIL)) en 1989. Son rôle dans l'organisation consiste à diffuser de l'information politique concernant le Timor oriental sur la scène internationale.

### Carrière
De retour au Timor en 1991, Lopes travaille pour un organisme non gouvernemental à Dili. De 1992 à 1996, il sert en tant que secrétaire général pour la East Timor Agriculture and Development Foundation (ERADEF). Dès 1996, il pratique le droit dans une firme qu'il ouvre dans le but de défendre des clients aux prises avec des causes de violation des droits humains.

#### Yayasan HAK
Lopes est l'un des membres fondateurs de la Human Rights and Justice Foundation (Yayasan Hukum, Hak Asasi dan Keadilan, abbrévié en Yayasan HAK) en 1997, alors que le Timor oriental est toujours sous occupation indonésienne. L'organisation visait à offrir des services de représentations légaux aux victimes de droits de l'homme, ainsi que d'enregistrement de ces cas. Lopes dirige Yayasan HAK de 1997 à 2002.

#### Nations Unies
Durant une session spéciale du Conseil des droits de l'homme des Nations unies en 1999, Lopes parle à propos des problèmes auxquels lui et d'autres Timorais ont fait face durant l'occupation indonésienne. Il indique que son bureau est toutefois détruit par les forces indonésiennes lors de la crise de 1999. Lopes mentionne aussi que son implication en tant qu'avocat spécialiste des droits de l'homme lui ont valu des menaces de mort. En 2002, il est assermenté en tant que membre de la commission des services juridiques transitoires de l'Administration transitoire des Nations unies au Timor oriental (ATNUTO).

#### Commission CAVR
Nommé commissionnaire dans la Commission pour l’Accueil, la Vérité la Réconciliation (CAVR) en 2002, durant l'administration onusienne de l'UNTAET, il en devient par la suite le président. La commission siégeant jusqu'en 2005, elle est chargée d'étudier les cas de violation des droits de l'homme de l'invasion indonésienne jusqu'à la crise suivant le Référendum sur l'indépendance en 1999. Lopes sert ensuite comme commissaire de la Commission vérité et amitié Indonésie-Timor oriental (en).

#### Carrière politique
Membre du FRETILIN, il siège au Parlement national dès 2002 et sert comme leader parlementaire. Entre 2017 et 2018, alors que le FRETILIN est au gouvernement, il est président du parlement.

## Distinctions
En 2001, Lopes est nommé compagnon du Ashoka Innovators of the Public. Il est aussi récompensé du prix Ramon-Magsaysay dans la catégorie leadership émergent et pour sa position courageuse dans la défense de la justice en 2003.